# Insieme sfocato
Un insieme sfocato o insieme sfumato (in inglese fuzzy set) è un insieme che rientra in un'estensione della teoria classica degli insiemi. Il concetto è stato introdotto da Lotfi A. Zadeh, nel 1965, come estensione della classica definizione di insieme.
Un insieme sfocato è caratterizzato da una funzione di grado di appartenenza, che mappa gli elementi di un universo in un intervallo reale continuo {\displaystyle [0,1].}
Il valore 0 (zero) indica che l'elemento non è per niente incluso nell'insieme sfocato, il valore 1 (uno) indica che l'elemento è certamente incluso nell'insieme (questi due valori corrispondono
alla teoria classica degli insiemi), mentre i valori tra zero e uno indicano il grado di appartenenza dell'elemento all'insieme sfocato in questione.
Dato un universo {\displaystyle U} e una funzione del grado di appartenenza {\displaystyle \mu _{A}\colon U\to [0,1]} si definisce la sfocatura di {\displaystyle U} rispetto ad {\displaystyle A}, e si indica {\displaystyle A(U)}, il grafico di {\displaystyle \mu _{A}}:
{\displaystyle A=\{(u,\mu _{A}(u))\mid u\in U\}.}

## Esempio
Un insieme fuzzy {\displaystyle A(U)} è l'insieme di coppie ordinate {\displaystyle (u,\mu _{A}(u)),u\in U} con:
{\displaystyle U}, detto universo, un insieme classico della teoria degli insiemi
{\displaystyle \mu _{A}}, una funzione d'appartenenza  del tipo {\displaystyle \mu \colon U\to [0,1]}
Prendiamo come insieme {\displaystyle U=\{4,2,0,9\}} e come funzione d'appartenenza {\displaystyle \mu (x|n):={\frac {1}{1+(x-n)^{2}}}}. Si prenda {\displaystyle \mu _{A}(x)=\mu (x|2)}, la sfocatura di {\displaystyle A(U)} risulta essere:
{\displaystyle A(U)=\{(4,1/5),(2,1),(0,1/5),(9,1/50)\}}
L'unico vincolo circa le funzioni d'appartenenza è quello sul codominio d'arrivo, ma, in maniera meno generale, ma più pragmatica, si può dire che solitamente si tratta di: funzioni monotone, triangolari, trapezoidali e gaussiane. È possibile eseguire tra insiemi fuzzy anche le classiche operazioni insiemistiche quali unione, intersezione e complemento. Si noti che non è possibile parlare di un insieme sfocato prescindendo dalla sua funzione di sfocatura e che questa, almeno di principio, è puramente arbitraria.

## Proprietà degli insiemi sfocati
Gli insiemi fuzzy non godono di relazioni di univocità e biunivocità fra gli elementi di insiemi diversi. Pertanto, gli insiemi fuzzy sono un'estensione, ma non una generalizzazione, degli insiemi della teoria classica; ossia sono una teoria che allarga ma è inclusa in quella degli insiemi, piuttosto che includerla in una teoria nuova e più vasta.
Un semplice passaggio di notazione da un discreto fra 0 e 1 a un intervallo continuo di appartenenza fra gli stessi due estremi rappresenta un notevole salto concettuale ed è un esempio dell'importanza di disporre di una notazione matematica sintetica e potente.
Sugli insiemi fuzzy valgono gli operatori insiemistici: unione, intersezione e complementare. Valgono inoltre le leggi di De Morgan; non valgono invece il principio del terzo escluso (per cui l'unione di un insieme con il suo complementare ha somma pari a 1) e il principio di non-contraddizione (l'intersezione di un insieme con il suo complementare è un insieme vuoto). Il discorso è valido in quanto la complementarità è definita indipendentemente da questi principi fondamentali di logica (e da tutti gli altri, che ne sono una derivazione) come proprietà di un singolo insieme e non di due o più insiemi in relazione tra loro.
Siano {\displaystyle \mu _{A}:U\to [0,1]} e {\displaystyle \mu _{B}:U\to [0,1]} il grado di appartenenza associato alle sfocature {\displaystyle A,B}. L'operazione di unione su due insiemi fuzzy A e B si esegue applicando ad ogni elemento x di A e y di B una funzione chiamata s-norm; Sia {\displaystyle \sigma :[0,1]\times [0,1]\to [0,1]} tale per cui valgano le seguenti proprietà {\displaystyle \sigma (0,0)=0,\quad \sigma (0,1)=\sigma (1,0)=\sigma (1,1)=1}. Allora preso {\displaystyle U} insieme universo, siano {\displaystyle A,B} due sfocature di {\displaystyle U}. Si definisce l'unione di due sfocature {\displaystyle A\cup B} come segue:
{\displaystyle A\cup B=\{(x,\sigma (\mu _{A}(x),\mu _{B}(x))):x\in U\}} (notiamo che {\displaystyle A\cup B} è ancora una sfocatura di {\displaystyle U}). 
Tipicamente la funzione {\displaystyle \sigma (x,y)=\max\{x,y\}} con {\displaystyle x,y\in [0,1]}.
In un modo analogo è possibile definire l'intersezione tra due sfocature di un insieme  {\displaystyle U} definendo una funzione, anche chiamata t-norm, {\displaystyle \tau :[0,1]\times [0,1]\to [0,1]} tale per cui {\displaystyle \tau (0,0)=\tau (0,1)=\tau (1,0)=0,\quad \tau (1,1)=1}. In analogia definiamo l'intersezione come:
{\displaystyle A\cap B=\{(x,\tau (\mu _{A}(x),\mu _{B}(x))):x\in U\}} (notiamo che {\displaystyle A\cap B} è ancora una sfocatura di {\displaystyle U}). 
Tipicamente la funzione {\displaystyle \tau (x,y)=\min\{x,y\}} con {\displaystyle x,y\in [0,1]}.

Si può definire il complementare di un insieme definendo {\displaystyle \mu _{A^{c}}:U\to [0,1]} funzione di appartenenza del complementare. Sia {\displaystyle \nu :[0,1]\to [0,1]} tale per cui valgano {\displaystyle \nu (0)=1,\nu (1)=0,\nu (\nu (x))=x}, {\displaystyle \forall x\in [0,1]}, allora {\displaystyle \mu _{A^{c}}(x)=\nu (\mu _{A}(x))}. Si definisce il complementare di un insieme come segue:
{\displaystyle A^{c}=\{(x,\nu (\mu _{A}(x))):x\in U\ \}} (notiamo che {\displaystyle A^{c}} è ancora una sfocatura di {\displaystyle U}). 
Tipicamente la funzione {\displaystyle \nu (x)=1-x} con {\displaystyle x\in [0,1]}.

## Utilizzo
La validità degli operatori booleani (con cui lavora l'algebra relazionale) consente di interrogare basi di dati fuzzy con il FSQL (Fuzzy SQL), un linguaggio nato nel 1998 come estensione dell'SQL.